# Jim Lutes
Jim Lutes (* 1955 in Fort Lewis) ist ein US-amerikanischer Maler.
Jim Lutes studierte an der Washington State University und zog nach Chicago, um 1982 den Master of Fine Arts an der School of the Art Institute of Chicago zu absolvieren. Seit 1998 ist Lutes dort Professor.
Jim Lutes nahm 1987 und 2010 an der Whitney Biennial und 1992 an der documenta IX in Kassel teil. Retrospektiven fanden im Museum of Contemporary Art (Chicago) (1983) und der Renaissance Society (2009) statt.

## Auszeichnungen
- 1974 Pischel Award
- 1976 Balliet Talent Scholarship, Washington State University
- 1981–1982 Anna Louise Raymond Traveling Fellowship, School of the Art Institute of Chicago, Chicago
- 1985 Illinois Arts Council Grant
- 1987 Awards in the Visual Arts 7 in conjunction with traveling exhibition
- 1993 Louis Comfort Tiffany Foundation
- 1993 National Endowment for the Arts
- 1999 The Illinois Art Council
- 2010 Guggenheim-Stipendium[2]